# Nanxi
För andra betydelser, se Nanxi (olika betydelser).
Nanxi, tidigare stavat Nanki, är ett stadsdistrikt i Yibin i Sichuan-provinsen i sydvästra Kina. Antalet invånare är 335 811. Befolkningen består av 163 857 kvinnor och 171 954 män. Barn under 15 år utgör 19,0 %, vuxna 15–64 år 69 %, och äldre över 65 år 10,0 %.